# Selim Jean Sfeir

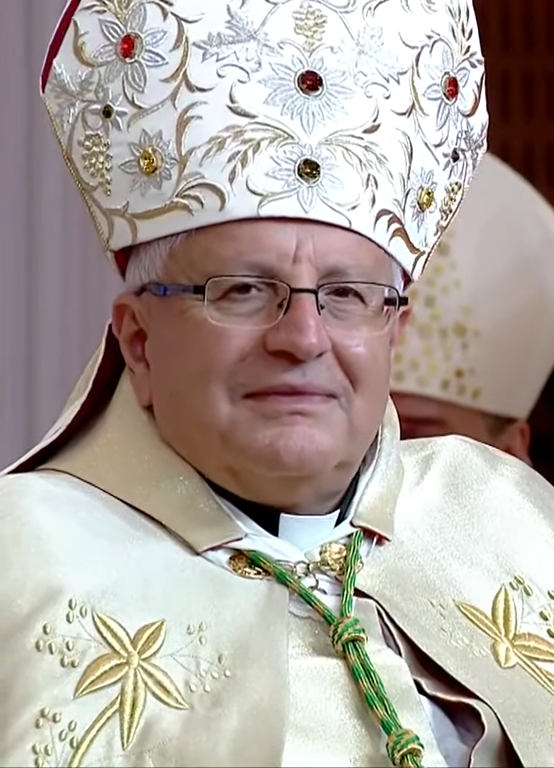
Selim Jean Sfeir, 2024

Selim Jean Sfeir (* 2. September 1958 in Keserwan, Distrikt Keserwan, Libanon) ist ein libanesischer maronitischer Geistlicher und Erzbischof von Zypern.

## Leben
Selim Jean Sfeir studierte am Patriarchalseminar im libanesischen Ghazir und empfing am 22. Mai 1988 durch Bischof Michael Doumith das Sakrament der Priesterweihe für das Patriarchalvikariat Sarba.
Nach weiteren Studien erwarb er das Lizenziat in Theologie an der Heilig-Geist-Universität Kaslik und in östlichem Kirchenrecht am Päpstlichen Orientalischen Institut in Rom. An der Päpstlichen Lateranuniversität wurde er zum Doktor beider Rechte promoviert. Als Priester war er in der Pfarrseelsorge im Libanon und auf Zypern tätig. In der Erzeparchie Zypern war er Offizial und Leiter des Kirchengerichts. Im Oktober 2020 wurde er zum Patriarchaladministrator der Erzeparchie ernannt.
Nachdem die Synode der maronitischen Kirche Selim Jean Sfeir am 16. Juni 2021 zum Erzbischof von Zypern gewählt hatte, erteilte Papst Franziskus dieser Wahl am 19. Juni 2021 seine Zustimmung. Die Bischofsweihe spendete ihm der maronitische Patriarch Béchara Pierre Kardinal Raï am 29. Juli 2021 in Achkout in seiner Heimatdiözese. Mitkonsekratoren waren der Erzbischof von Tripoli, Joseph Soueif, und der für Sarba zuständige Weihbischof Paul Rouhana OLM. Die Amtseinführung auf Zypern fand am 5. September desselben Jahres statt. Am 21. November 2022 verlieh ihm Papst Franziskus den Titel eines Avvocato Rotale.
Er hat mehrere Schriften veröffentlicht und spricht Arabisch, Französisch, Italienisch, Englisch und Neugriechisch.